# František Němec (novinář)
František Němec (12. května 1902 Žižkov – 29. srpna 1963 Praha) byl český básník, novinář, fejetonista a prozaik. Byl znám především svými soudničkami.

## Život
Narodil se na pražském předměstí Žižkově, v Cimburkově ulici v rodině krejčovského pomocníka Františka Němce a jeho manželky Marie, rozené Míkové v Cimburkově ulici. Studoval klasické gymnázium na Žižkově v Kubelíkově ulici, ze kterého byl na konci kvarty po nezdařeném pokusu o sebevraždu nucen odejít. Na gymnáziu se spřátelil s Jaroslavem Seifertem, se kterým se společně přihlásil na soukromé gymnázium v Hálkově ulici na Vinohradech. Ani tuto školu neukončil a v roce 1920 odešel na Kladno na přímluvu Antonína Zápotockého do redakce sociálně-demokratického listu Svoboda, kam již dříve přispíval satirickými verši Jaroslav Seifert.

Poté pracoval jako soudní zpravodaj v Tribuně a v Lidových novinách. V letech 1923–1945 byl zaměstnán v Melantrichu a psal do jeho periodik.
V roce 1926 se oženil.
Od roku 1931 se věnoval již pouze žurnalistice a především soudničkám. Po roce 1945 pracoval až do smrti jako fejetonista deníku Práce. Byl též vyslán na norimberský proces, kde se jako zpravodaj Práce střídal s Janem Drdou a Jaroslavem Seifertem.

## Dílo

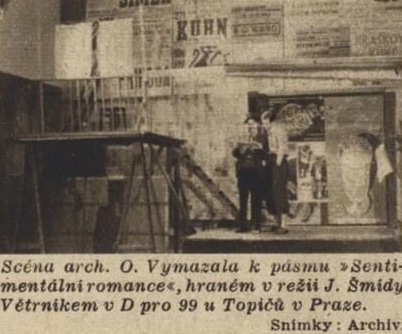
Divadlo Větrník, "Sentimentální romance", Praha, 1943

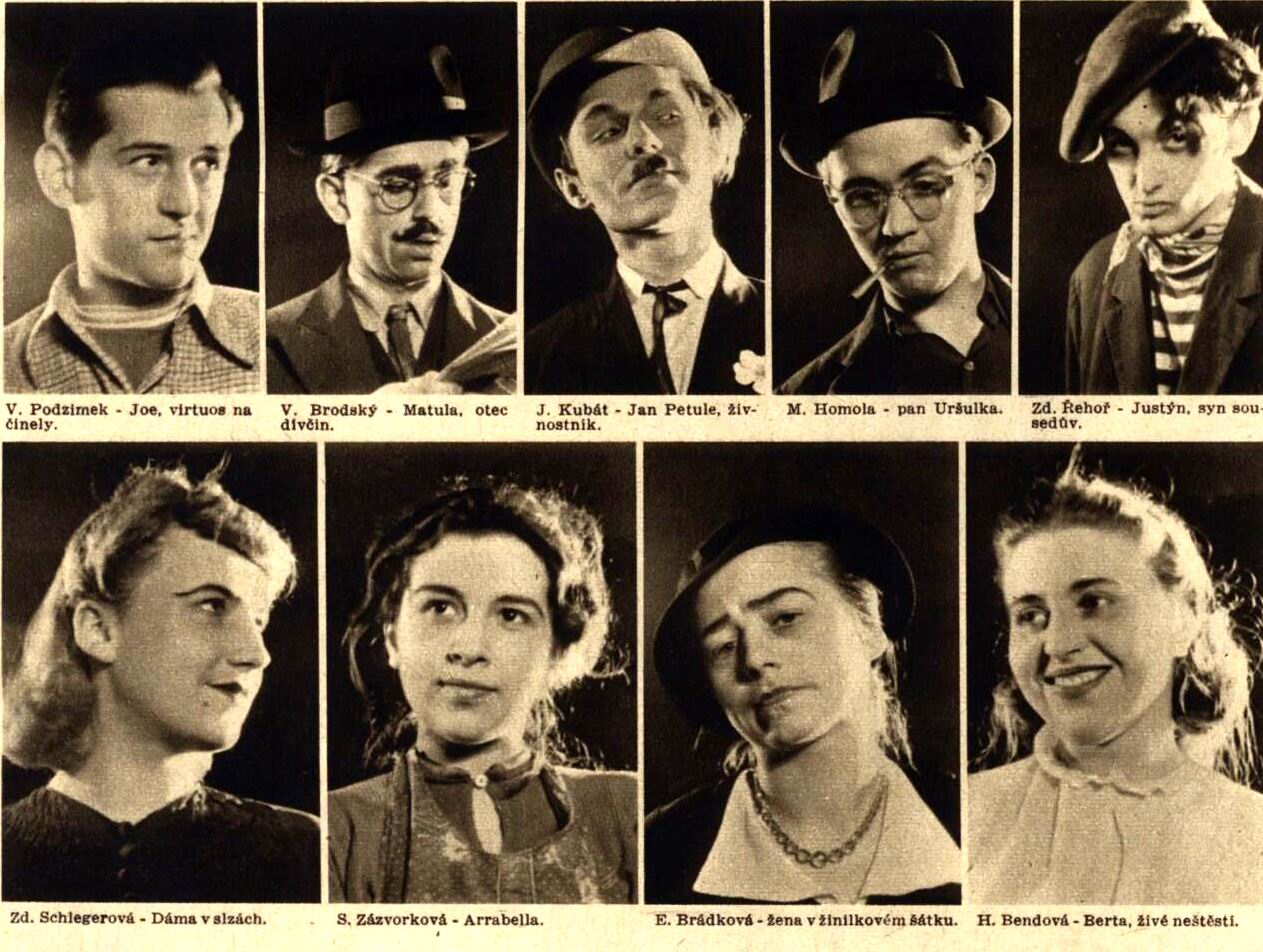
Divadlo Větrník, herci "Sentimentální romance", 1943

## Příspěvky v periodikách
Od roku 1919 až do své smrti přispíval František Němec do českých novin a časopisů, např. v letech 1920–1921 do Tribuny, v roce 1920 do Lidových novin. V době svého zaměstnání v Melantrichu přispíval zejména do jeho periodik České slovo, Telegraf a A-Zet.

### Knižní vydání
- 1920 Sebe i vás (sbírka básní), vyd. František Borový
- 1921 Zelené demonstrace (sbírka básní), vydal Otakar Štorch-Marien v edici Aventinum, svazek 39
- 1922 Holátko Max (povídka)
- 1931 Alibi (román)
- 1936 Soudničky (vydal Orbis v edici Veselá Mysl)
- 1943 Likajdovic tetička (divadelní hra)
- 1944 Člověk manželský–postavy od okresního soudu (vydal Melantrich)
- 1948 Soudničky aneb Loučení s Rokrštem (vydala Práce)
- 1967 Zrození dámy aneb dnes málem naposled (posmrtné vydání, Dilia)

### Divadelní provedení
Zatímco v pásmu Sentimentální romance v divadle Větrník se jednalo o pásmo spojených novinových soudniček, v Likajdovic tetičce se Němec pokusil o vlastní hru:
- 1943 František Němec, J. Šmída: Sentimentální romance, Větrník, režie Josef Šmída (118 repríz)[7]
- 1944 František Němec, J. Šmída: II.sentimentální romance, Větrník, režie Josef Šmída (6 repríz)
- 1945 František Němec, J. Šmída: Romance nesentimentální, Větrník, režie Josef Šmída (26 repríz)
- 1943 Likajdovic tetička, Nezávislé divadlo, hlavní role Růžena Lysenková, Jindřich Plachta, režie Karel Palouš[8]

### Filmografie
- Krejčí Šajtle, Dobrodruh (1975, televizní komedie, režie Václav Hudeček, hl. role Vlastimil Brodský)

## Ocenění
- Řád 25. února
- Vyznamenání Za zásluhy o výstavbu[2]

## Zajímavost
Františku Němcovi bývají mylně připisovány některé práce jeho jmenovce Františka Němce (1899–1968), který byl především divadelním kritikem předválečného Rudého práva a autorem loutkových her. Jedná se zejména o divadelní hru Baku hoří o mládeži, která buduje socialismus.